# 코리아게이트 (드라마)
《코리아게이트》(Koreagate)는 1995년 10월 21일부터 1995년 12월 23일까지 방영된 SBS 주말 특별기획 드라마 및 정치 시대극이다.

## 트리비아
- 토요일 오후 8시 50분부터 2회 연속 방송됐다.

- 해당 드라마의 시간대가 신설되면서 《옥이 이모》는 1995년 10월 22일부터 일요일 2회 연속 방영하는 형식으로 바뀌었다.

- 한편, 1996년 초 방송된 《부자유친》을 토,일 오후 8시 50분으로 바꾸게 되어[1] 당초 기획된 32부작에서 12편 축소된 20회로 막을 내려야 했는데 연출자(고석만)가 다큐멘터리에 충실하려 고집했으나 정치권의 격변에 휘말려 드라마의 순수성이 훼손되어 조기종영에 동의했다.

## 등장 인물
- 독고영재: 박정희 육군 소장 ~ 육군 대장, 대한민국 제5~9대 대통령 역
- 고두심: 영부인 육영수 역
- 유인촌: 박동선(톰 박) 역
- 심양홍: 김한조 역
- 연규진: 오원철 대통령 비서실 제2경제수석 비서관 역
- 황신혜: 수지 박 톰슨 역
- 이순재: 윤보선 대한민국 제4대 대통령 역
- 이영하: 김영삼 신민당 총재, 신민당 국회의원 역
- 민욱: 김대중 제7대 대통령 후보 역
- 김미숙: 중앙정보부 에이전트 김지원 역
- 이정길: 김종필 육군 중령 ~ 예비역 육군 준장, 제1대 중앙정보부장, 국무총리, 민주공화당 국회의원 역
- 조경환: 김형욱 육군 중령 ~ 육군 준장, 제4대 중앙정보부장 역
- 정욱: 이후락 예비역 육군 소장, 대통령비서실장, 주 일본 대사, 제6대 중앙정보부장, 민주공화당 국회의원 역
- 정성모: 박종규 육군 소령 ~ 육군 대령, 제2대 대통령경호실장, 민주공화당 국회의원 역
- 송기윤: 김재춘 육군 대령 ~ 육군 소장, 제3대 중앙정보부장 역
- 김진태: 최규하 외무부 장관, 국무총리, 대한민국 제10대 대통령 역
- 박종관: 윤치영 민주공화당 고문 역
- 박웅: 윤필용 육군 소장, 육군 수도경비사령관 역
- 이효춘: 허필순(윤필용 부인) 역
- 이영달: 육인수 민주공화당 국회의원 역
- 박규채: 신현확 부총리, 국무총리 역
- 정준: 신철식(신현확 장남) 역
- 전운: 백낙준 문교부 장관 역
- 김용건: 안춘생 광복회 회장, 대한노인회 회장 역
- 송재호: 이원순 한미협회 명예회장 역
- 윤문식: 박충훈 공군 소장 부총리 겸 국무총리 서리 역
- 이치우: 유진산 신민당 국회의원 역 / 유학성 육군 중장~육군 대장 국방부 군수차관보(훗날 국가안전기획부장) 역
- 김상순: 정일형 외무부 장관 역
- 김수미: 김경오 예비역 공군 장교 여군 대위, 대한항공협회 회장 역
- 홍순창: 이병모 예비역 육군 소령 역
- 맹상훈: 유한열 신민당 당무위원 역
- 정명환: 정대철 교수 역
- 변소정: 이종원(박종규 부인) 역
- 김영배: 박재규 교수 역
- 조현숙: 김선향(박재규 교수 부인) 교수 역
- 김시원: 권노갑 평민당 총재 예하 비서실 실장 역
- 임선택: 김덕룡 신민당 총재 예하 비서실 실장 역
- 김동수: 김홍업(김대중 차남) 역
- 이건주: 김홍걸(김대중 3남) 역
- 전미선: 김혜영(김영삼 장녀) 역
- 정유석: 김현철(김영삼 차남) 역
- 오태경: 전재용(전두환 차남) 역
- 안문숙: 김예리(김종필 맏딸) 역
- 조하나: 노소영(노태우 맏딸) 역
- 박재훈: 윤인선(윤치영 3남) 역
- 공형진: 윤상구(윤보선 장남) 역
- 최용민: 리환 중화민국 타이완 중산 대학교 총장 역
- 김주영: 세지마 류조 일본 이토추 상사 회장 역
- 김찬우: 조총련 하수인 문세광(난조 세이코) 역
- 정민경: 문세광 처 강성숙 역
- 김성희: 문세광 중학교 동창 요시이 미키코 역
- 이진우: 요시이 미키코 남편 요시이 유키오 역
- 김홍석: 조총련 일본 오사카 지역 간부 김호룡 역
- 김기현: 이병철 삼성그룹 회장 역
- 안병경: 정주영 현대그룹 회장 역
- 장광: 문홍구 육군 중장 역
- 박칠용: 이재전 육군 중장, 대통령 경호실 차장 역
- 백일섭: 백두진 국무총리, 국회의장 역
- 이대로: 이종찬 육군 중장, 국방부 장관 역
- 장용: 정일권 육군 대장, 터키 주재 대사, 국무총리 역
- 이아현: 정인숙 역
- 윤주상: 백선엽 육군 대장, 주 대만 대사, 교통부 장관 역
- 임혁: 이형근 육군 대장, 영국 주재 대사 역
- 양택조: 주영복 공군 대장, 공군참모총장, 국방부 장관 역
- 반문섭: 김종환 육군 대장, 합동참모의장 역
- 길달호: 이상열 육군 소장, 중앙정보부 차장보 역
- 박찬환: 윤일균 공군 준장, 중앙정보부 부장 직무대행 역
- 이도련: 강창성 육군 소장, 국군보안사령관 역
- 김흥기: 김재규 육군 중장, 중앙정보부 차장, 건설부 장관, 유신정우회 국회의원, 제8대 중앙정보부장 역
- 정한헌: 차지철 육군 대위 ~ 육군 중령, 민주공화당 국회의원, 제3대 대통령 경호실장 역
- 오승명: 김계원 육군 대장, 육군참모총장, 제5대 중앙정보부장, 주 대만 대사, 대통령 비서실장 역
- 염정아: 한양대학교 학생, 모델 신재순 역
- 권은아: 가수 심수봉 역
- 황범식: 박흥주 육군 대령, 중앙정보부장 수행부관 역
- 천호진: 박선호 예비역 해병 대령, 중앙정보부 의전과장 역
- 정종준: 전두환 육군 소장 ~ 육군 대장, 보안사령관, 제10대 중앙정보부장(서리) 대한민국 제11~12대 대통령 역
- 김성원: 노태우 육군 소장 ~ 육군 대장, 육군 제9보병사단장, 육군 수도경비사령관, 보안사령관, 내무부 장관 무임소 장관, 체육부 장관, 민주정의당 대표, 대한민국 제13대 대통령 역
- 전국근: 정호용 육군 소장 ~ 육군 대장, 육군 제50보병사단장, 특전사령관, 육군 제3야전군사령관, 육군참모총장, 내무부 장관, 국방부 장관, 민주정의당 국회의원 역
- 정선일: 장기오 육군 준장 ~ 육군 중장, 육군 특전사 공수여단장 역
- 김강산: 백운택 육군 준장 ~ 육군 중장, 육군 제71방위사단장 역
- 최상훈: 박준병 육군 소장 ~ 육군 대장, 육군 제20기계화보병사단장, 보안사령관 역
- 한진희: 이희성 육군 중장 ~ 육군 대장, 중앙정보부장 서리, 육군참모총장 겸 계엄사령관 역
- 송영웅: 우국일 육군 준장 ~ 육군 중장, 육군 보안사 참모장 역
- 박상조: 김종환 육군 대장, 합동참모의장 역
- 서상철: 박희도 육군 준장 ~ 육군 대장, 특전사 제1공수특전여단장 역
- 김영석: 고명승 육군 대령 ~ 육군 대장, 대통령 경호실 작전담당관 역
- 이성용: 허화평 육군 대령 ~ 육군 준장, 보안사령관 비서실장, 대통령비서실 보좌관, 대통령 비서실 제1정무수석 비서관 역
- 이계인: 허삼수 육군 대령 ~ 육군 준장, 보안사령부 인사처장, 대통령 비서실 사정수석 비서관 역
- 이동준: 김진영 육군 대령 ~ 육군 대장, 육군 수도경비사령부 제33경비단장 역
- 이정훈: 성환옥 육군 대령 ~ 육군 준장, 육군범죄수사단장 역
- 임대호: 이학봉 육군 중령 ~ 육군 준장, 보안사령부 수사과장, 대공처장, 대통령 비서실 민정수석비서관, 국가안전기획부 제2차장 역
- 신명철: 조홍 육군 대령 ~ 육군 준장, 육군 수도경비사령부 헌병단장 역
- 최병학: 정승화 육군 대장, 육군참모총장 겸 계엄사령관 역
- 김동현: 장태완 육군 소장, 육군수도경비사령관 역
- 남영진: 윤성민 육군 중장 ~ 육군 대장, 육군참모차장, 육군 제1야전군사령관, 국방부 장관 역
- 서상익: 이건영 육군 중장, 육군 제3야전군사령관 역
- 오욱철: 신윤희 육군 중령 역
- 정대홍: 정병주 육군 소장, 육군 특전사령관 역
- 이광기: 김오랑 육군 소령, 특전사령관 부관 역
- 배도환: 박종규 육군 중령, 특전사 제3공수특전여단 15대대장 역
- 안진수: 장태완 부관 역
- 김홍수: 정승화 부관 역
- 이경진: 박영옥(김종필 부인) 역
- 견미리: 이순자(전두환 부인) 역
- 정재순: 비밀 요정 민마담 역
- 최성준: 박중환 역
- 양재성: 유병현 육군 대장, 한미연합부사령관, 합동참모의장 역
- 김선동: 유성옥 중앙정보부 궁정동 안전가옥 운전기사 역
- 임병기: 문학림 제4대 김형욱 중앙정보부장 비서 역
- 최동준: 김진기 육군 준장, 헌병감 역
- 전병옥: 이상연 역
- 차기환: 홍순룡 역
- 강인덕: 송요찬 역
- 강태기: 신응균 역 / 최영희 역
- 김기복: 백동림 역
- 나재균: 최호진 역
- 현석: 김병수 공군 준장, 국군서울지구병원 병원장 역
- 길용우: 국방과학연구소 부소장 이경서 역
- 남성진: 송계용 육군 소령, 국군서울지구병원 군의관 역
- 김영인: 김형철(제8대 중앙정보부장 김재규의 부친) 역 청와대 경호실 직원 역
- 원미원: 권유금(제8대 중앙정보부장 김재규의 모친) 역
- 김성찬: 김항규(제8대 중앙정보부장 김재규 남동생) 역
- 심우창: 최형우 역
- 맹호림: 정상문 역
- 나영진: 노재현 육군 대장, 육군참모총장, 국방부 장관 역
- 김동석: 한병기 역
- 최수훈: 정동호 육군 준장 ~ 육군 중장, 대통령 경호실장 역
- 이두일: 한승수 역
- 최호진: 한승주 역
- 문거룡: 김성진 문공부 장관 역
- 주호성: 김성진 육군 준장 역
- 김건호: 박세직 육군 소장 역
- 장보규: 허문도 주일대사관 공보관 역
- 구태규: 전경환 청와대 경호실 계장 역
- 김일우: 장예준 역
- 이진아: 박근혜 역
- 문혁: 박지만 역
- 박영지: 김치열 역
- 김윤형: 임동원 역
- 이성호: 김윤환 역
- 박남현: 이회창 공군 대위, 변호사 역 / 최세창 육군 준장 ~ 육군 대장, 육군 특전사 제3공수특전여단장 역
- 서영진: 김상구 육군 중령 역
- 박규점: 이종찬 육군 소령, 영국 주재 대사관 참사관(훗날 국가정보원장) 역
- 김병세: 박찬종 해군 대위, 변호사 역
- 김일우: 신형식 역
- 손창호: 김윤호 육군 대장 역
- 임현식: 김복동 육군 중장 역
- 손현주: 김용갑 육군 소령 역
- 성동일: 대통령경호실 경호부처장 안재송 역 / 북한 124군부대 김신조 소위 역
- 오승룡: 김정렬 역
- 김세윤: 김정렴 역
- 유태술: 김창환 역

## 참고 사항
- 담당 PD 고석만이 MBC를 떠나 프리랜서 선언 후 SBS로 이적한 뒤 처음 연출한 작품이었는데, 이 때문에 고석만 PD가 연출자로 낙점된[2] MBC 6.25 특집 드라마 <현악 6중주>의 편성이 불발됐다.
- 1995년 10월 17일 SBS 8 뉴스 시간에 해당 드라마의 시사회 광경과 주요 장면을 보여준 데 이어 첫 방영 날인 같은 해 10월 21일 프로야구 한국시리즈 중계방송 시간에도 캐스터가 여러 차례 방송 사실을 강조하여 비난을 샀다.[3]
- 방송위원회로부터 시청률을 의식한 지나친 흥미 위주의 제작으로 시청자들의 역사인식을 그릇되게 할 수 있다고 판단되어 'TV 드라마에 대한 일반권고' 조치를 받았다.[4]
- 지나친 폭력 묘사로 방송위원회로부터 '경고' 조치를 받았다.[5]
- 신한국당 허화평 의원은 해당 작품과 MBC 제4공화국이 당시 합동수사본부 측의 명예를 실추시켰다며 MBC 강성구 사장, SBS 윤세영 회장과 드라마 PD, 작가 등 관련자 16명을 서울지검에 명예훼손 혐의로 고소했다.[6]
- 당초 계획에 32부작이었으나 유신시대의 정면 해부를 다짐했던 정치극의 큰 줄기를 외면했다는 지적 등을 받으며[7] 시청률 부진을 면치 못하여 20부작으로 축소 방영되었다.[8]
- 고석만 PD는 해당 드라마의 실패 후 SBS와 결별한 뒤 독립 프로덕션 드림써치를 설립하여 시대극 《제이슨 리》를 제작할 예정이었으나[9] 투자자를 구하지 못해[10] 무산되는 수모를 겪었고 급기야 부친상까지 당했다.[11]
- 배역에 맞지 않는 배우들로 캐스팅해서 문제점이 발생했다. 실제 인물과는 얼굴이나 체형이 전혀 다른 전두환 역의 정종준을 비롯, 장태완 역의 김동현, 육영수 역의 고두심, 이순자 역의 견미리 등이 외모상 미스캐스팅이라는 지적이 있었다.

## 같이 보기
- 《서울의 봄》 2023년 영화
- 《남산의 부장들》 2020년 영화
- 《그때 그사람들》 2005년 영화
- 제4공화국 (문화방송)
- 삼김시대
- 코리아게이트
- 10·26 사건
- 12·12 군사 반란